# Łuszczakowate (grzyby)
Łuszczakowate (Psoraceae Zahlbr.) – rodzina grzybów z rzędu misecznicowców (Lecanorales).

## Systematyka
Pozycja w klasyfikacji według Index Fungorum: Pilocarpaceae, Lecanorales, Lecanoromycetidae, Lecanoromycetes, Pezizomycotina, Ascomycota, Fungi.
Według aktualizowanej klasyfikacji Index Fungorum bazującej na Dictionary of the Fungi do rodziny tej należą rodzaje:
- Brianaria S. Ekman & M. Svenss. 2014
- Eremastrella S. Vogel 1955
- Glyphopeltis Brusse 1985
- Protoblastenia (Zahlbr.) J. Steiner 1911 – kulistka
- Protomicarea Hafellner 2001
- Psora Hoffm. 1796 – łuszczak
- Psorula Gotth. Schneid. 1980[2].

Nazwy polskie według W. Fałtynowicza.